# دومينيك هاسيك
دومينيك هاسيك (بالإنجليزية: Dominik Hašek)‏ (و. 1965  م) هو لاعب هوكي الجليد من تشيكوسلوفاكيا، والتشيك، ولد في باردوبيتسه، شارك في الألعاب الأولمبية الشتوية 2006، والألعاب الأولمبية الشتوية 1998، والألعاب الأولمبية الشتوية 2002، مركز لعبه هو حارس مرمى ‏.

## جوائز
حصل على جوائز منها:
- ميدالية الاستحقاق التشيكية  [لغات أخرى]‏.

## روابط خارجية
- دومينيك هاسيك على موقع دوري الهوكي الوطني (الإنجليزية)
- دومينيك هاسيك على موقع دوري الهوكي للقارات (الإنجليزية)
- دومينيك هاسيك على موقع EliteProspects.com (الإنجليزية)
- دومينيك هاسيك على موقع Eurohockey.com (الإنجليزية)
- دومينيك هاسيك على موقع HockeyDB.com (الإنجليزية)
- دومينيك هاسيك على موقع Hockey-Reference.com (الإنجليزية)
- دومينيك هاسيك على موقع اللجنة الأولمبية الدولية (الإنجليزية)
- دومينيك هاسيك على موقع أوليمبيديا (الإنجليزية)
- دومينيك هاسيك على موقع اللجنة الأولمبية التشيكية (التشيكية)